# När han kommer, när han kommer
När han kommer, när han kommer (original When He cometh, when He cometh) eller Juvelerna är en psalm som består av tre 8-radiga verser. Författare William Orcutt Cushing utifrån en tolkning av bibelns text i Malaki 3:17.
| ” | "Den dag jag griper in, säger Herren Sebaot, skall de vara min dyrbara egendom. Jag skall måna om dem som en far månar om den son som tjänar honom. | „ |

Sången publicerades första gången i Ira D. Sankeys sångsamlingar 1873 och översattes av Erik Nyström för den svenska publiceringen av Sankeys verk i Sånger till Lammets lof. För Sionstoner 1889, gjorde signaturen L. L., Lilly Lundequist, en annan översättning. Skillnaderna mellan översättningarna framgår av texten på Wikisource.
Melodi i D-dur i 3/4-takt i Svensk söndagsskolsångbok 1929 av G. F. Root från 1866.

## Publicerad i
- Sånger till Lammets lof 1877 som nr 18 med titeln "Juvelerna" och hänvisning till Malaki 3:17.
- Barnens sångbok 1880 nr 153 med titeln "Juvelerna"  och inledning "Då han kommer" samt lätt ändrad i texten jämfört med "När han kommer".
- Sionstoner 1889 som nr 358 under rubriken "Hemlandssånger".
- Herde-Rösten 1892 som nr 135 under rubriken "Barnsånger:" med titeln "Juvelerna".
- Svensk söndagsskolsångbok 1908 som nr 332 under rubriken "Kristi tillkommelse".
- Lilla Psalmisten 1909 nr 236 med inledning "Då han kommer" under rubriken "Hemlandssånger"
- Svenska Missionsförbundets sångbok 1920 som nr 735 under rubriken "Kristi återkomst".
- Kyrklig sång 1928 som nr 208.
- Svensk söndagsskolsångbok 1929 som nr 291 under rubriken "Kristi tillkommelse".
- Frälsningsarméns sångbok 1929 som nr 565 under rubriken "Speciella sånger - Barnen".
- Musik till Frälsningsarméns sångbok 1930 som nr 565.
- Sionstoner 1935 som nr 627 under rubriken "Ungdom".
- Guds lov 1935 som nr 542 under rubriken "Barnsånger".
- Sions Sånger 1951 nr 35.
- Kyrkovisor för barn som nr 786 under rubriken "Uppståndelsen, domen och det eviga livet".
- Kristus vandrar bland oss än (psalmbok) 1965, som nr 39.
- Frälsningsarméns sångbok 1968 som nr 690 under rubriken "Barn Och Ungdom".
- Mor sjunger sidan 2, 1975.
- Sions Sånger 1981 nr 35 under rubriken "Herrens andra ankomst".